# Aphthona melancholica
Aphthona melancholica es un coleóptero de la familia Chrysomelidae. Fue descrita en 1888 por Weise.
Se encuentra en la península ibérica y en Inglaterrla. Las larvas y adultos se alimentan de las hojas de especies de Euphorbia (familia Euphorbiaceae).